# نهر آزا (كازاخستان)
نهر أكاسو (بالإنجليزية: Aksu River)‏ هو أحد أنهار جمهورية كازاخستان.